# Microtityus vanzolinii
Espèce
Microtityus vanzolinii est une espèce de scorpions de la famille des Buthidae.

## Distribution
Cette espèce est endémique d'Amazonas au Brésil. Elle se rencontre vers Barcelos.

## Étymologie
Cette espèce est nommée en l'honneur de Paulo Emilio Vanzolini.

## Publication originale
- Lourenço & Eickstedt, 1983 : « Présence du genre Microtityus (Scorpiones, Buthidae) au Brésil. Description de Microtityus vanzolinii sp. n.. » Revue Arachnologique, vol. 5, no 2, p. 65-72.